# Мутовкин, Владимир Борисович
Влади́мир Бори́сович Муто́вкин (род. 25 февраля 1960, Пенза, Пензенская область, РСФСР, СССР) — российский политический деятель, председатель Пензенской городской Думы с 23 декабря 2022 года, глава Пензы (2019—2022).

## Биография
Владимир Мутовкин родился в Пензе 25 февраля 1960 года. Работал на заводе ВЭМ, с 1987 года служил в ФСБ. В декабре 2011 года возглавил департамент ЖКХ городской администрации Пензы, в апреле 2016 года был уволен. Трижды избирался в Пензенскую городскую думу (пятый, шестой и седьмой созывы). В седьмом созыве, в 2019 году, возглавил фракцию «Единой России» и сразу после этого был избран депутатами главой города. При этом выборы проходили на безальтернативной основе.
В связи с внесением поправок в Устав города Пензы 23 декабря 2022 года Мутовкин был избран председателем местной городской Думы. 20 сентября 2024 был избран новый Председатель Пензенской городской думы. Им стал Денис Соболев.

## Награды
- Орден «За военные заслуги»;
- Медаль «70 лет Вооружённых Сил СССР»;
- Медали «За отличие в военной службе» I, II и III степеней[5].